# 초유전체
초유전체는 영어의 Hologenome을 번역한 말이며, 대표적인 숙주생물의 게놈(유전체)과 그 숙주에 속한 타 게놈들의 합을 뜻한다. 사람의 경우, 사람의 게놈과 그 사람의 장내 혹은 피부에 서식하는 미생물 게놈의 총합을 인간 초유전체라고 부를수 있다.
이것은 주로 미생물의 총합을 뜻하는 군유전체와 다르다.

## 같이 보기
- 유전체
- 유전체학
- 범유전체